# Bustamante (álbum)
Bustamante es el nombre del álbum debut del cantante español de pop latino David Bustamante. Se lanzó al mercado por Vale Music el 22 de mayo de 2002 en España.

## Antecedentes y lanzamiento
El álbum fue producido por el cantautor y productor musical español Miguel Gallardo. En él participó en un tema de la edición especial el cantante Luis Fonsi. En el álbum se incluyen temas compuestos por Miguel Gallardo, Camilo Sesto, Juan Carlos Calderón, Carlos Baute y David DeMaría, entre otros para David.
Casi un año más tarde, se lanzó una reedición especial del disco: Bustamante: edición especial. Incluye el tema «Perdóname» junto a Luis Fonsi y un DVD del concierto en el Palacio de Vistalegre de Madrid, España. También se incluyen los videoclips de los temas «Además de ti», «El aire que me das», «No soy un superman» y «Dos hombres y un destino». Además, tuvo contenidos extras como el detrás de escena de conciertos, videoclips, la sesión de fotos para el disco y un especial en San Vicente de la Barquera con sus seguidores.[cita requerida]

## Recepción
Fue número 1 en la lista de ventas española dos semanas consecutivas.[cita requerida] El álbum permaneció 68 semanas en la misma lista de ventas.[cita requerida] Se certificó con 7 discos de platino de la mano de AFYVE, hoy llamado PROMUSICAE.[cita requerida]
Se convirtió en el séptimo álbum más vendido del año 2002 en España.[cita requerida]

## Lista de canciones
| Bustamante |                                                  |                                   |          |  |
| N.º        | Título                                           | Escritor(es)                      | Duración |  |
| 1.         | «El aire que me das»                             | K.C. Porter/Alan Ibarra           | 3:40     |  |
| 2.         | «Además de ti»                                   | Juan Carlos Calderón              | 3:27     |  |
| 3.         | «No soy un superman»                             | Carlos Baute, Yasmil Marrufo      | 3:35     |  |
| 4.         | «Cuando hacemos el amor»                         | Antonio Galbiati, Miguel Gallardo | 3:24     |  |
| 5.         | «Cantabria»                                      | Juan Carlos Calderón              | 3:13     |  |
| 6.         | «Si tengo que morir»                             | David Bustamante                  | 3:01     |  |
| 7.         | «Besos»                                          | Miguel Gallardo                   | 4:08     |  |
| 8.         | «Duda de amor»                                   | Camilo Blanes                     | 4:00     |  |
| 9.         | «Por un beso de tu boca»                         | Carlos Baute                      | 3:06     |  |
| 10.        | «Dos hombres y un destino» (con Àlex Casademunt) | Miguel Gallardo                   | 3:39     |  |
| 11.        | «La magia del corazón»                           | David DeMaría, Pablo Pinilla      | 3:08     |  |
| 12.        | «Perdóname» (con Luis Fonsi)                     | Camilo Blanes                     | 3:55     |  |
| 42:15      |                                                  |                                   |          |  |

## Posicionamiento en las listas
| Listas (2005)                          | Mejor posición |
| -------------------------------------- | -------------- |
| España Top 100 álbumes[cita requerida] | 1              |

| Listas (2005)         | Mejor posición |
| --------------------- | -------------- |
| España Top 50 álbumes | 7              |

## Certificaciones
| País   | Organismo certificador | Certificación | Ventas certificadas | Ref              |
| ------ | ---------------------- | ------------- | ------------------- | ---------------- |
| España | PROMUSICAE             | 7x Platino    | 700 000             | [cita requerida] |